# Sowiecka Formuła 1 Sezon 1971
Sezon 1971 był dziewiątym sezonem Sowieckiej Formuły 1. Mistrzem został Madis Laiv, ścigający się Estonią 16M.

## Kalendarz wyścigów
| Runda | Data        | Tor     | Pole position | Najszybsze okrążenie | Zwycięzca (kierowcy) | Zwycięzca (zespoły) |
| ----- | ----------- | ------- | ------------- | -------------------- | -------------------- | ------------------- |
| 1     | 30 maja     | Mińsk   | ?             | ?                    | Madis Laiv           | Kalev Tallinn       |
| 2     | 22 sierpnia | Ryga    | ?             | ?                    | Enn Griffel          | Kalev Tallinn       |
| 3     | 29 sierpnia | Tallinn | ?             | ?                    | Madis Laiv           | Kalev Tallinn       |

## Klasyfikacja kierowców
| Legenda oznaczeń w tabelach wyników Wyświetl szablon na nowej stronie | Legenda oznaczeń w tabelach wyników Wyświetl szablon na nowej stronie                                                                     |
| Oznaczenie                                                            | Wyjaśnienie |
| --------------------------------------------------------------------- | --- |
| Złoty                                                                 | Zwycięzca lub mistrzostwo |
| Srebrny                                                               | 2. miejsce lub wicemistrzostwo |
| Brązowy                                                               | 3. miejsce lub II wicemistrzostwo |
| Zielony                                                               | Ukończył, punktował (w klasyfikacji generalnej, gdy zdobył co najmniej jeden punkt na przestrzeni sezonu, poza trzema powyższymi opcjami) |
| Niebieski                                                             | Ukończył, nie punktował (w klasyfikacji generalnej, gdy nie zdobył co najmniej jednego punktu na przestrzeni sezonu)                      |
| Czerwony                                                              | Nie zakwalifikował się (NZ) |
| Czerwony                                                              | Nie prekwalifikował się (NPK) |
| Różowy                                                                | Nie ukończył (NU) |
| Różowy                                                                | Niesklasyfikowany (NS) (w klasyfikacji generalnej, gdy nie został sklasyfikowany w żadnym wyścigu sezonu)                                 |
| Czarny                                                                | Zdyskwalifikowany (DK) |
| Czarny                                                                | Wykluczony (WYK/EX) |
| Biały                                                                 | Nie wystartował (NW) |
| Biały                                                                 | Kontuzjowany (K/INJ) |
| Biały                                                                 | Wyścig odwołany (OD/C) |
| Bez koloru                                                            | Został wycofany (WYC/WD) |
| Bez koloru                                                            | Nie przybył (NP/DNA) |
| Bez koloru                                                            | Nie brał udziału w treningach (NT/DNP) |
| Bez koloru                                                            | Nie został zgłoszony (–) |
| Pogrubienie                                                           | Start z pole position |
| Kursywa                                                               | Najszybsze okrążenie wyścigu |
| †                                                                     | Nie ukończył, ale jego rezultat został zaliczony ze względu na przejechanie więcej niż 90% dystansu wyścigu.                              |
| *                                                                     | Sezon w trakcie |
| 1/2/3                                                                 | Punktowana pozycja w sprincie kwalifikacyjnym                                                                                             |
| Lista systemów punktacji Formuły 1                                    | |

| Poz. | Kierowca                | Zespół                  | MNS | RGA | TLN | Punkty |
| ---- | ----------------------- | ----------------------- | --- | --- | --- | ------ |
| 1    | Madis Laiv              | Kalev Tallinn           | 1   | 4   | 1   | 266    |
| 2    | Henry Saarm             | DOSAAF Tallinn          | NU  | 1   | 3   | 169    |
| 3    | Jurij Andriejew         | Spartak Moskwa          | 2   | NU  | 2   | 164    |
| 4    | Anatolij Alchimowicz    | DOSAAF Mińsk            | 4   | 8   | 5   | 141    |
| 5    | Władimir Simonow        | Trud Moskwa             | 5   | 7   | 7   | 120    |
| 6    | Viktors Tjaguņenko      | DOSAAF Ryga             | -   | 3   | 6   | 113    |
| 7    | Jurij Tierieniecki      | Trud Moskwa             | -   | 2   | NW  | 86     |
| 8    | Petr Jewstafjew         | DOSAAF Ryga             | -   | 10  | 4   | 82     |
| 9    | Stanisław Fomiczew      | Spartak Leningrad       | NU  | 5   | 8   | 79     |
| 10   | Eduard Markowski        | Spartak Leningrad       | 3   | NU  | EX  | 69     |
| 11   | Stanisław Gess-de-Kalve | DOSAAF Moskwa           | -   | 6   | 9   | 65     |
| 12   | Władimir Kapszejew      | Trudowe Rezerwy Charków | -   | 9   | 10  | 39     |
| 13   | Władimir Glurdżidze     | Spartak Tbilisi         | 6   | -   | -   | 38     |
| 14   | Anatolij Agrestow       | DOSAAF Kijów            | 7   | NU  | 11  | 31     |
| NS   | Antanas Andruška        | DOSAAF Taurogi          | NS  | -   | -   | 0      |
| NS   | Walerij Dorofiejew      | DOSAAF Mińsk            | NU  | -   | -   | 0      |
| NS   | Petras Daunoravičius    | DOSAAF Taurogi          | NU  | -   | -   | 0      |
| NS   | Nikołaj Iwanow          | Spartak Leningrad       | -   | NS  | EX  | 0      |
| NS   | Jurij Frołow            | Spartak Leningrad       | -   | NU  | EX  | 0      |
| NS   | Walerij Lorent          | Trudowe Rezerwy Charków | -   | NW  | -   | 0      |